# Overknees

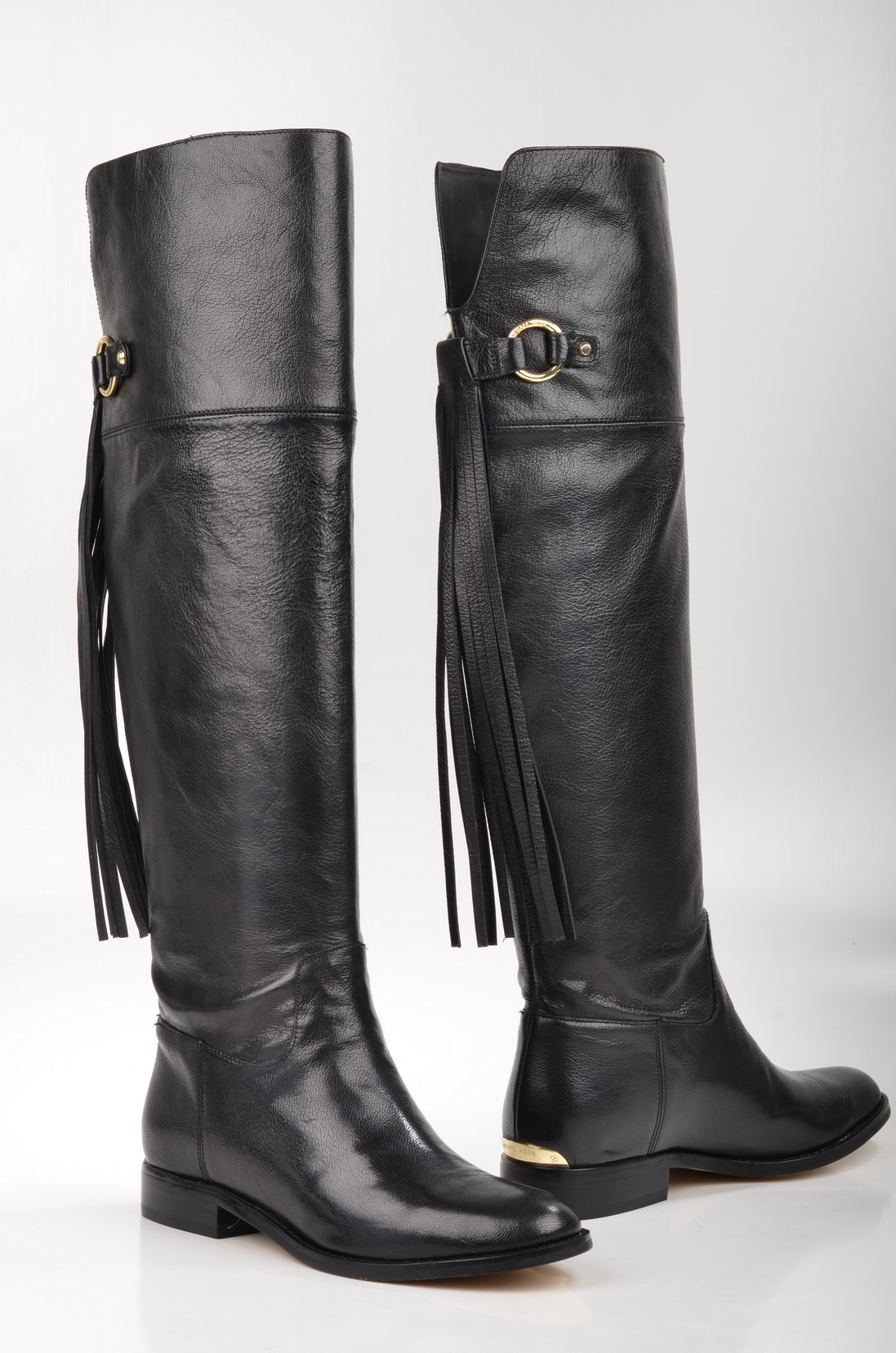
Overknee-Stiefel

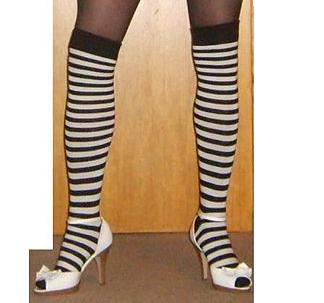
Overknee-Strümpfe

Overknees ist eine Bezeichnung für Strümpfe oder Stiefel, die bis über das Knie reichen.

## Stiefel
Als offizielle Begründerin kann die britische Serie Mit Schirm, Charme und Melone aus den 1960er Jahren mit Agentin Emma Peel angesehen werden. Zu ihrem Businesskostüm trug sie Overknees, in deren Schaft sich ein Revolver befand. In den 1980er Jahren wurden sie ein Modetrend, jedoch vorrangig im Fetischschuh. Maßgeblich beeinflusste hier das Bild von Julia Roberts im Film Pretty Woman, in welchem sie mit Lack-Overknees eine Prostituierte darstellt. Seit 2009 erleben Overknees ein Revival und finden ihren Weg auf die internationalen Laufstege. Ikonen wie Madonna oder Mode-Designerin Victoria Beckham zeigen die eigene Kollektion in Overknees-Stiefeln. Dabei werden die Stiefel mit Röhrenjeans, Leggings, Shorts und Minikleidern getragen. Die Materialien sind meist Glatt-, Kunst- oder Wildleder.

## Strümpfe
Overknee-Strümpfe werden gleichermaßen gerne zu Röcken, aber auch über Hosen getragen. Früher trug man sie nur im Winter, um sich zu wärmen, modebedingt werden sie heute ganzjährig getragen.